# Phallobrycon
Genre
Phallobrycon est un genre de poissons téléostéens de la famille des Characidae et de l'ordre des Characiformes. Le genre Phallobrycon est mono-typique, c'est-à-dire qu'il n'est composé que d'une seule espèce, Phallobrycon adenacanthus.

## Liste d'espèces
Selon FishBase (12 juin 2015):
- Phallobrycon adenacanthus Menezes, Ferreira & Netto-Ferreira, 2009